# Life Racing Engines
Life Racing Engines is een voormalig Italiaans Formule 1-team uit Modena en kwam in 1990 uit in het wereldkampioenschap Formule 1. Eigenaar was Ernesto Vita van wiens naam ook de naam van het team is afgeleid. Life staat bekend als een van de meest waardeloze teams die ooit aan de Formule 1 hebben deelgenomen.
Voor het seizoen 1990 nam Life het chassis van het geannuleerde Formule 1-team van FIRST over. Dit chassis was onveilig verklaard door de FIA voor het seizoen 1989 maar voor 1990 (met wat kleine veranderingen) goedgekeurd, hoewel deze nog steeds door velen als onveilig werd gezien. De motor was een door het team zelf gebouwde Life W12, wat op papier inhield dat de motor de grootte van een V8 had met de kracht van een V12. De bedoeling was om andere teams geïnteresseerd te krijgen in het W12-idee. De Australiër Gary Brabham was de enige coureur van het team.
De Life L190 (zoals de auto gedoopt was) bleek echter een drama. In de pre-kwalificatie (waaraan Life als nieuw team moest deelnemen) wist het team zelden meer dan een paar rondjes te rijden voordat de auto het begaf. En als de auto reed bleek deze ook nog eens verschrikkelijk langzaam. Brabham verliet na de tweede Grand Prix van het seizoen het team alweer (de wagen had het maar 400 meter uitgehouden) en hij werd vervangen door de Italiaanse veteraan Bruno Giacomelli. 
Verbetering was er nauwelijks en na 12 races dumpte het team de onbetrouwbare W12 motor. De vervangende motor werd de Judd V8, die door meerdere teams werd gebruikt. Het resultaat in de Grand Prix van Portugal was echter beschamend, nog altijd veel te langzaam en bovendien paste de motorkap door de Judd-motor niet meer op de auto. Na nog een waardeloze poging in Spanje trok het team zich terug voor de laatste 2 races van het jaar.